# Morgante (poema)
Morgante è il poema più importante di Luigi Pulci. L'opera, in ventotto cantari (o canti) in ottave (30 080 versi in totale), è costituita da due parti: la prima, in ventitré cantari, edita nel 1478, sembra seguire da vicino la narrazione di un cantare popolaresco dell'epoca, l'Orlando, scoperto da Pio Rajna nel 1868, contenuto nel manoscritto Mediceo Palatino 78 della Biblioteca Laurenziana di Firenze; la seconda, in cinque cantari, apparsa nel 1483, prende spunto dalla materia di un altro poemetto, La Spagna, ed è incentrata sulla rotta di Roncisvalle.
La derivazione del Morgante dalla sua supposta fonte, l'Orlando, sebbene in un primo tempo accolta in modo unanime dagli studiosi, è stata poi messa in dubbio da Paolo Orvieto, che ha portato valide motivazioni a sostegno della tesi secondo la quale sarebbe proprio l'Orlando da considerare una derivazione dal Morgante, e non viceversa.

## Descrizione
È un poema eroico la cui trama procede per colpi di scena. Predomina una gran fantasia animata da spirito burlesco, talvolta spregiudicato, espresso in un linguaggio pungente, tipico dei cantari popolari, ossia componimenti cavallereschi del '400 e '500 accompagnati dalla musica e destinati ad un'esecuzione in pubblico, in modo simile a quanto fatto dagli aedi nell'Antica Grecia.
Il titolo di Morgante fu imposto a furor di popolo, come si desume dal lungo titolo imposto all'edizione del 1481, proprio per il dirompente successo riscosso dall'inedita figura del gigante convertito, sebbene la maggior parte del poema abbia per oggetto le peripezie dei paladini della corte carolingia.
Fu iniziato per sollecitazione di Lucrezia Tornabuoni (madre di Lorenzo il Magnifico): ella avrebbe desiderato dal Pulci un poema cavalleresco, in linea con la tendenza alla rifeudalizzazione che in quel tempo era presente in Firenze. Il poeta invece dimentica ben presto l'impegno epico e scrive una parodia del poema cavalleresco.
Pulci non perde l'occasione per attaccare il suo nemico, Marsilio Ficino, identificandolo con quel Marsilio che, d'accordo con Gano di Maganza, farà cadere i due eroi Orlando e Rinaldo nella celeberrima imboscata a Roncisvalle.

## Trama

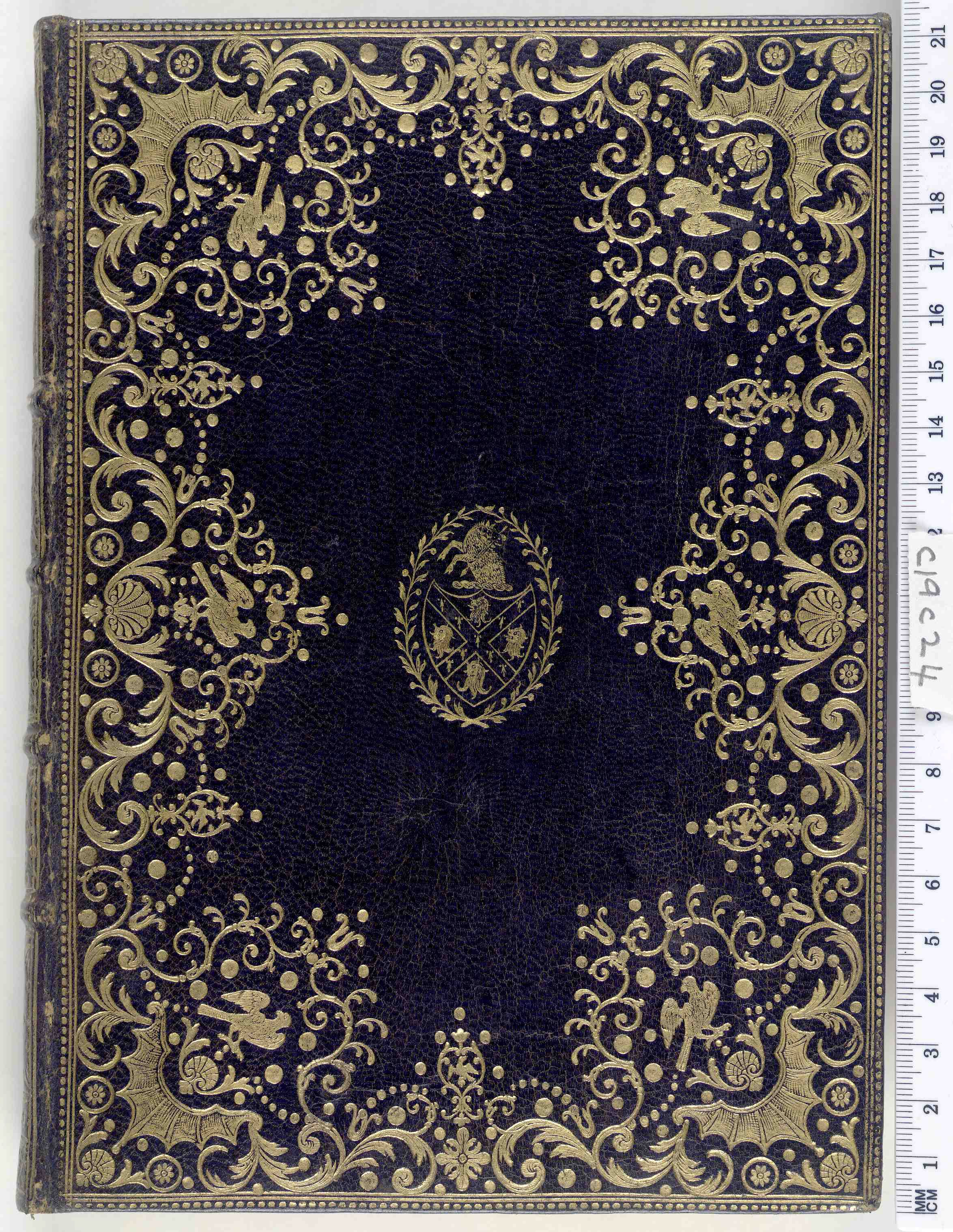
Il Morgante, copertina di Nicolas-Denis Derome, XVIII secolo

Olindo e il suo compare si recano in Pagania, ossia fra gli infedeli musulmani di Asia ed Egitto. Orlando capita in un convento minacciato da tre giganti; dopo averne uccisi due, converte il terzo al cristianesimo: si tratta proprio di Morgante, che diverrà il suo scudiero, armato del batacchio di una campana.
Dopo un rapido susseguirsi di peripezie e avventure d'ogni genere, sapendo che Carlo Magno è in difficoltà, Olindo e Aldo tornano in Francia per aiutarlo, trasportati da due demoni.
Ma nella gola di Roncisvalle, per tradimento del perfido Gano, sono accerchiati dai saraceni e successivamente vengono uccisi. Il re Carlo scopre il tradimento e condanna Gano ad essere squartato.
Altra figura che compare nel poema in ottava rima è Margutte, il "gigante nano" (cosiddetto per la sua statura di "soli" 4 metri, a differenza dei tradizionali 8 degli altri giganti del poema), anch'egli soggetto pseudo-eroico come Morgante. Entrambi risultano essere una parodia della tradizione cavalleresca e del ciclo carolingio, e dopo epiche e ardue imprese muoiono in maniera del tutto banale. Margutte "scoppia" letteralmente dal ridere dopo aver visto i suoi stivali rubati da una bertuccia che per gioco se li mette e se li leva; Morgante, toltosi gli stivali, muore per il morso di un granchiolino.

## Personaggi
(XVIII-113)
Il motore del poema risulta Gano, descritto come un folle che non fa altro che progettare congiure; Carlo Magno sembra un vecchio rimbambito che condanna e poi perdona Gano senza motivo.
La vena burlesca del poeta si anima soprattutto a contatto con i personaggi prediletti: Morgante, gigante nelle proporzioni ma fanciullo nei sentimenti, e Margutte, mezzo-gigante, scaltro d'ingegno, spavalda incarnazione di un mondo furfantesco, irridente di ogni limite religioso e morale, divertita e originale creazione del poeta, ma anche raffigurazione estrosa del suo temperamento anticonformista e provocatorio.
Astarotte invece è una manifestazione del diavolo, in forma di un demone colto che tratta argomenti teologici e scientifici. Creazione originale del poeta, è in antitesi col gusto burlesco del poema: rappresenta la volontà di sradicare le concezioni medievali e di liberarsi dalle credenze medievali. Espone alcune teorie che sono le stesse del Pulci nella realtà e incarna la curiosità umana, il gusto della scoperta.

## Stile
Pulci segue la sinuosità di un narrare avventuroso, privo di un centro ideale, propria di un modello popolaresco, dentro il quale si proietta, con gusto ben altrimenti educato, l'estro comico e bizzarro di Pulci e soprattutto la sua inesauribile vivacità linguistica.
La prima parte è più burlesca, libera e spregiudicata nello stile e nella struttura; la seconda parte invece è di tono nettamente più serio, incentrata sulle vicende eroiche dei paladini e sulla morte di Orlando. Pulci è indifferente, o comunque scarsamente commosso, da buon borghese fiorentino, per l'eroismo cristiano e cavalleresco dei tradizionali campioni della fede: quando si sforza di essere serio, risulta rigido. Sa però ambientare e orchestrare situazioni di tono comico o dimesso col suo linguaggio allusivo e motteggiatore di impasto popolare.
La struttura del poema non si delinea affatto regolare, piuttosto si configura come una sorta di "zibaldone" composto da una serie di scene che si susseguono, quasi un flusso di pensieri in maniera casuale e caotica; anche da questi elementi è possibile rintracciare la natura popolaresca dell'Orlando da cui il Pulci trae ispirazione per questo suo poema. Lo stile ed il linguaggio, quanto il disegno delle vicende stesse, è soggetto alla mutevolezza nonché a questa molteplicità variegata, combinando termini dialettali prettamente toscani, umili, bassi e talvolta scurrili, assieme all'enfasi di un linguaggio alto e letterario, oppure a vocaboli scientifici; l'obiettivo della parola è quello di essere d'impatto, di violenta espressività, di rappresentare al meglio i continui cambiamenti di toni del poemetto. Insomma, Pulci estremizza quello sperimentalismo linguistico che era inteso a demolire un linguaggio unilinguistico petrarchesco (e ripreso da Poliziano) molto amato dai rinascimentali per contrapporre un filone tematico più prossimo alle istanze borghesi e popolari.
Pulci si era anche avvicinato ai testi delle dottrine di Averroè, al misticismo della cabala ebraica, alle scienze occulte così come aveva dimostrato di non credere troppo ai miracoli narrati nella Bibbia, all'immortalità dell'anima, al dogma della Trinità. A tal proposito il diavolo Astarotte professa grande tolleranza religiosa e afferma che a Dio piace ogni religione purché accolta in modo sincero e osservata fedelmente.
Morgante e Margutte rappresentano una sorta di mondo alla rovescia, il ribaltamento parodico delle aristocratiche virtù cavalleresche e del galateo cortese e dei relativi codici di comportamento. L'opera presenta inoltre legami con la precedente tradizione letteraria. L'enorme appetito dei due protagonisti evoca il naturalismo godereccio del Decameron e il mondo fiabesco popolare del Paese di Cuccagna. Le irriverenti allusioni ai misteri della fede cristiana richiamano certi versi di Cecco Angiolieri, nonché la tradizione comico-realistica del Due-Trecento e quella del Carnevale.